# Big River (San Bernardino)
Big River és una concentració de població designada pel cens al Comtat de San Bernardino a l'estat de Califòrnia. Segons el cens del 2000 tenia 1.266 habitants.

## Demografia
Segons el cens del 2000, Big River tenia 1.266 habitants, 570 habitatges, i 369 famílies. La densitat de població era de 44,8 habitants/km².
Dels 570 habitatges en un 17,2% hi vivien nens de menys de 18 anys, en un 51,8% hi vivien parelles casades, en un 8,8% dones solteres, i en un 35,1% no eren unitats familiars. En el 27,7% dels habitatges hi vivien persones soles el 15,8% de les quals corresponia a persones de 65 anys o més que vivien soles. El nombre mitjà de persones vivint en cada habitatge era de 2,22 i el nombre mitjà de persones que vivien en cada família era de 2,66.
Per edats la població es repartia de la següent manera: un 19,3% tenia menys de 18 anys, un 4,1% entre 18 i 24, un 18,6% entre 25 i 44, un 26,4% de 45 a 60 i un 31,7% 65 anys o més.
L'edat mediana era de 53 anys. Per cada 100 dones de 18 o més anys hi havia 91,7 homes.
La renda mediana per habitatge era de 23.488 $ i la renda mediana per família de 26.250 $. Els homes tenien una renda mediana de 25.000 $ mentre que les dones 20.125 $. La renda per capita de la població era de 13.862 $. Entorn del 13,1% de les famílies i el 18,5% de la població estaven per davall del llindar de pobresa.

## Poblacions properes
El següent diagrama mostra les poblacions més properes.